# Oscar Genaro Coet Blackstock

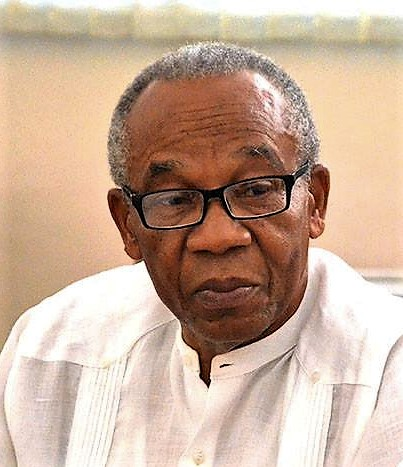
Botschafter Oscar Genaro Coet Blackstock (2017)

Oscar Genaro Coet Blackstock ist ein kubanischer Diplomat.
Blackstock war ab 2016 Botschafter Kubas in Osttimor. Er löste damit Botschafter Luis Julián Laffitte Rodríguez ab. Blackstock übergab seine Akkreditierung am 29. Januar 2016 an Staatspräsident Taur Matan Ruak. 2020 wurde Blackstock von Omar Lauro Marreto Betancourt abgelöst.